# Cold Dog Soup
Cold Dog Soup er en britisk film fra 1990 af Alan Metter.

## Medvirkende
- Randy Quaid
- Frank Whaley
- Christine Harnos